# Championnats du monde de vol à ski 2002
Navigation
Vikersund 2000 Planica 2004
La 17e édition des championnats du monde de vol à ski s'est déroulée du 9 mars 2002 au 10 mars 2002 à Harrachov en République tchèque qui organise pour la troisième fois la compétition.

## Résultats

### Individuel
| Médaille | Concurrent            | Points |
| Or       | Sven Hannawald        | 396.3  |
| Argent   | Martin Schmitt        | 368.3  |
| Bronze   | Matti Hautamaeki      | 363.4  |
| 4e       | Veli-Matti Lindstroem | 362.6  |
| 5e       | Simon Ammann          | 360.0  |
| 6e       | Roberto Cecon         | 346.6  |
| 7e       | Andreas Widhoelzl     | 329.4  |
| 8e       | Christof Duffner      | 321.6  |
| 9e       | Martin Hoellwarth     | 319.2  |
| 10e      | Risto Jussilainen     | 315.6  |